# Berneval-le-Grand
Berneval-le-Grand ist eine Commune déléguée in der französischen Gemeinde Petit-Caux mit 1.424 Einwohnern (Stand 1. Januar 2022) im Département Seine-Maritime in der Region Normandie. 
Berneval-le-Grand liegt an der Alabasterküste.
Die Gemeinde Berneval-le-Grand wurde am 1. Januar 2016 mit 17 weiteren Gemeinden zur Commune nouvelle Petit-Caux zusammengeschlossen. Sie hat seither den Status einer Commune déléguée. Die Gemeinde Berneval-le-Grand gehörte zum Arrondissement Dieppe und zum Kanton Dieppe-Est.

## Bevölkerungsentwicklung
| Jahr                      | 1962 | 1968 | 1975 | 1982 | 1990 | 1999  | 2008  |
| Einwohner                 | 641  | 666  | 760  | 893  | 998  | 1.047 | 1.166 |
| Quelle: Cassini und INSEE |      |      |      |      |      |       |       |

## Persönlichkeiten
- Oscar Wilde, der im Juni 1897, nach der Entlassung aus dem Gefängnis, nach Berneval kam.